# 4892 Chrispollas
4892 Chrispollas је астероид главног астероидног појаса са средњом удаљеношћу од Сунца која износи 2,335 астрономских јединица (АЈ).
Апсолутна магнитуда астероида је 12,6.